# 杜越凯
杜越凯（1919年—1998年），原名德先，男，浙江东阳人，中国编辑出版家，曾任《解放军报》副总编辑，解放军报社副社长，中国人民解放军总政治部宣传部第一副部长，第五届全国政协委员。